# Інна Ковалишена
Інна Ковалишена (нар. 2 листопада 1996 року в селі Маньківці, Вінницька область, Україна) — українська письменниця, історикиня.

## Життєпис
Здобула ступінь магістра за спеціальністю «Вчителька історії та права» історичного факультету у ВДПУ ім. Коцюбинського. Два роки викладала історію для учнів середньої школи. Згодом переїхала до Бучанського району Київської області, де займається письменницькою діяльністю і розробляє сценарії для ігор. Співпрацювала з електронним фензином «Світ Фентезі». Працювала репетиторкою. Має вроджену інвалідність ІІ групи.
Інтерес до історії відчула в дитинстві, знайомлячись з художньою літературою, присвяченій давнім цивілізаціям. Свої знання з цієї теми намагалася поглибити спершу посібниками для школярів, потім енциклопедичними виданнями.
Потребу у створенні художніх текстів також частково зумовив інтерес до історії, оскільки жанри, в якому працює авторка, — це історичне та псевдоісторичне фентезі.

## Творчість
Один з перших художніх творів вийшов у колективній збірці «Брама. Багряні ночі», виданої за підсумками конкурсу фентезійних історій «Брама-2017».
Невдовзі у «Тотемному видавництві», що опікується електронними книжками вийшов роман Інни Ковалишеної «Дгарма».
В грудні 2021 року видавництво «Моя книжкова полиця» презентувало книгу «Крута історія України від динозаврів до сьогодні». Цей ілюстрований дитячий проєкт увійшов до довгого списку конкурсу Книга року BBC-2022. В інтерв'ю Дмитру Десятерику авторка розповіла, що деякі жарти, що потрапили до книги, були почуті нею від її учнів під час занять з історії.
У 2023 році у Катерини Пекур вийшла книга «Ключ від всіх дверей», що містить десять історій в жанрах міського та історичного фентезі. Один з цих творів був написаний у співавторстві з Інною Ковалишеною.